# 雅各宾大教堂
雅各宾大教堂是吕伐登最大的中世纪教堂。

## 历史
这座教堂始建于1275年至1310年间，本是多明我会的教堂（雅各宾即指多明我会）。1392年，这座教堂在一场城市大火中被毁，2年后重建。15世纪后期增加了宽阔的南走道，而中殿在16世纪扩展了一个隔间。这座哥特式建筑在宗教改革期间被改建为新教教堂，失去了祭坛和大部分装饰。
1591年以来，居住在弗里斯兰和格罗宁根的省督下葬在教堂唱经楼地下的个墓室，这个墓室并于1640年和1696年进行了扩建。1623年至1765年间，十具棺材被放置在弗里斯兰的拿骚、即拿骚-迪茨伯爵的地下室。在地下墓室上方的礼拜堂里还有另外六个棺材。在1795年的巴达维亚革命期间，棺材和丧葬纪念碑被毁。

## 内部
这座教堂的主要管风琴是1727年的Christian Müller管风琴。这座管风琴一直在教堂里，后来转移到同样位于吕伐登的威斯特教堂，在那里它一直运作到1847年。

## 文献
- Bernhard van Haersma Buma, De Grote of Jacobijnerkerk en de Friese Nassaus, Friese Pers Boekerij, Leeuwarden, 2005, 64 pag. ISBN 978-90-330-0521-3
- Bernhard van Haersma Buma, Grote of Jacobijner kerk te Leeuwarden. Historie en architectuur van een kloosterkerk, Friese Pers Boekerij, Leeuwarden, 2008, 96 pag. ISBN 978-90-330-0648-7